# Österbytjärnen
Österbytjärnen är en sjö i Hudiksvalls kommun i Hälsingland och ingår i Harmångersån-Delångersåns kustområde. Sjön har en area på 0,0958 kvadratkilometer och ligger 49,2 meter över havet.

## Delavrinningsområde
Österbytjärnen ingår i det delavrinningsområde (685650-157068) som SMHI kallar för Mynnar i Sunnanåsjön. Medelhöjden är 57 meter över havet och ytan är 1,66 kvadratkilometer. Det finns inga avrinningsområden uppströms utan avrinningsområdet är högsta punkten. Vattendraget som avvattnar avrinningsområdet har biflödesordning 3, vilket innebär att vattnet flödar genom totalt 3 vattendrag innan det når havet efter 15 kilometer. Avrinningsområdet består mestadels av skog (76 procent). Avrinningsområdet har 0,1 kvadratkilometer vattenytor vilket ger det en sjöprocent på 5,8 procent.